# Teoberto Landim
Sebastião Teoberto Mourão Landim (Pio IX (Piauí), 2 de março de 1943), é um professor, poeta e escritor brasileiro, membro da Academia Cearense de Letras.

## Biografia
Filho de Francisco Furtado Landim e de Heleônidas Mourão Landim, sendo seus pais cearenses, mas Teoberto nasceu em Pio IX, no Piauí, tendo chegado ao Ceará com seis meses de idade, e onde fez toda a sua formação.
Estudou no Instituto Santa Inês, escola de Ensino Fundamental em Crateús, sendo logo encaminhado para o Seminário Diocesano São José, de Sobral. No seminário interessou-se pelos estudos clássicos. Deixou a batina em 08 de dezembro de 1960. Matriculou-se no Colégio Estadual Liceu do Ceará depois de exames de adaptação. Concluiu o Ensino Médio em 1963 e no ano seguinte fez os preparatórios, ingressando em 1965 no Curso de Letras da Universidade Federal do Ceará. Licenciou-se em Letras Vernáculas e respectivas literaturas em 1968, sendo que desde 1965 Teoberto Landim exerce o magistério lecionando em vários colégios de Fortaleza.
Ingressou no magistério superior como professor de literatura brasileira do Curso de Letras da Universidade Federal do Ceará em março de 1977, e, em abril de 1995, faz concurso para a classe de Professor Titular de literatura brasileira da mesma Universidade, onde permaneceu até 2013, aposentado pela compulsória.
Em 1980, Teoberto Landim foi cursar o mestrado em Letras na PUC/RJ, concluindo em junho de 1983, e logo em seguida ingressa no Curso de doutorado em Letras na mesma Instituição. Concluídos os créditos, ganhou bolsa do DAAD (Serviço Alemão de Intercâmbio Acadêmico) da Alemanha onde deu continuidade aos seus estudos na Universidade de Colônia, concluindo sua tese de doutorado e defendendo-a em 1989. A partir de então, suas relações com a Universidade de Colônia lhe valeram vários convites para retornar, ora como Professor Visitante, ministrando curso de literatura e cultura brasileira, ora como Professor Pesquisador, com a colaboração do Professor Doutor Helmut Feldmann, e, atualmente, com o Professor Doutor Claudius Armsbruster, diretor do Instituto de Estudos Luso-Brasileiro daquela Universidade.
No setor administrativo da UFC, Teoberto Landim foi, por várias vezes, chefe do Departamento de Literatura e Coordenador do Curso de Mestrado em Letras, onde orientou muitas dissertações de mestrado. Foi também Diretor do Centro de Letras e Artes da Universidade Vale do Acaraú, em Sobral, por quatro anos. Atualmente, aposentado, se dedica à pesquisa acadêmica, o que lhe têm rendido muitas publicações, além de artigos publicados em jornais e revistas especializados.
Em 1990, Teoberto Landim foi eleito membro da Academia Cearense de Letras, titular da cadeira nº 37, cujo patrono é Tomás Lopes. Em 2010 foi nomeado pelo Governador Cid Gomes Conselheiro do Conselho Estadual de Educação onde ocupa a função de Presidente da Câmara de Educação Básica. Desde 2006 é coordenador pedagógico do Colégio Irmã Maria Montenegro.

## Obra
- Conversa fiada (contos), (1983),
- Tocando em miúdos (ensaios), (1984),
- Busca (romance), (1985),
- Literatura sem fronteiras (ensaios), (1990),
- Seca: a estação do inferno (ensaios), (1992),[16]
- Colheita tropical (ensaios), (2000),
- A próxima estação (romance), (2002),
- Escritos do cotidiano (ensaios), (2003),
- Idéia, pra que te quero (ensaios), (2004),
- As noites acumuladas dos meus dias, (2009),
- Agreste Aven, (2014),
- Escalador de sonhos, poesias.., (2016),

## Distinções e homenagens
- Membro da Academia Cearense da Língua Portuguesa,
- Membro da Academia Ipuense de Letras,
- Membro da Academia Cearense de Letras,